# Faf du Plessis
Faf du Plessis (Pretória, 13 de junho de 1984) é um jogador sul-africano profissional de críquete. Ele é um batedor destro.
Ele atualmente defende em competições domésticas, o Titans Cricket Team e Chennai Super Kings.